# Inyonga
Inyonga è una circoscrizione mista (mixed ward) della Tanzania situata nel distretto di Mlele, regione di Katavi. Conta una popolazione di 25 187 abitanti (censimento 2022).